# Mantisalca salmantica
Mantisalca salmantica é uma espécie de planta com flor pertencente à família Asteraceae. 
A autoridade científica da espécie é (L.) Briq. & Cavill., tendo sido publicada em Archives des Sciences Physiques et Naturelles 12: 111. 1930.

## Portugal
Trata-se de uma espécie presente no território português, nomeadamente em Portugal Continental e no Arquipélago da Madeira.
Em termos de naturalidade é nativa das duas regiões atrás indicadas.

## Protecção
Não se encontra protegida por legislação portuguesa ou da Comunidade Europeia.